# مجهر تشريحي

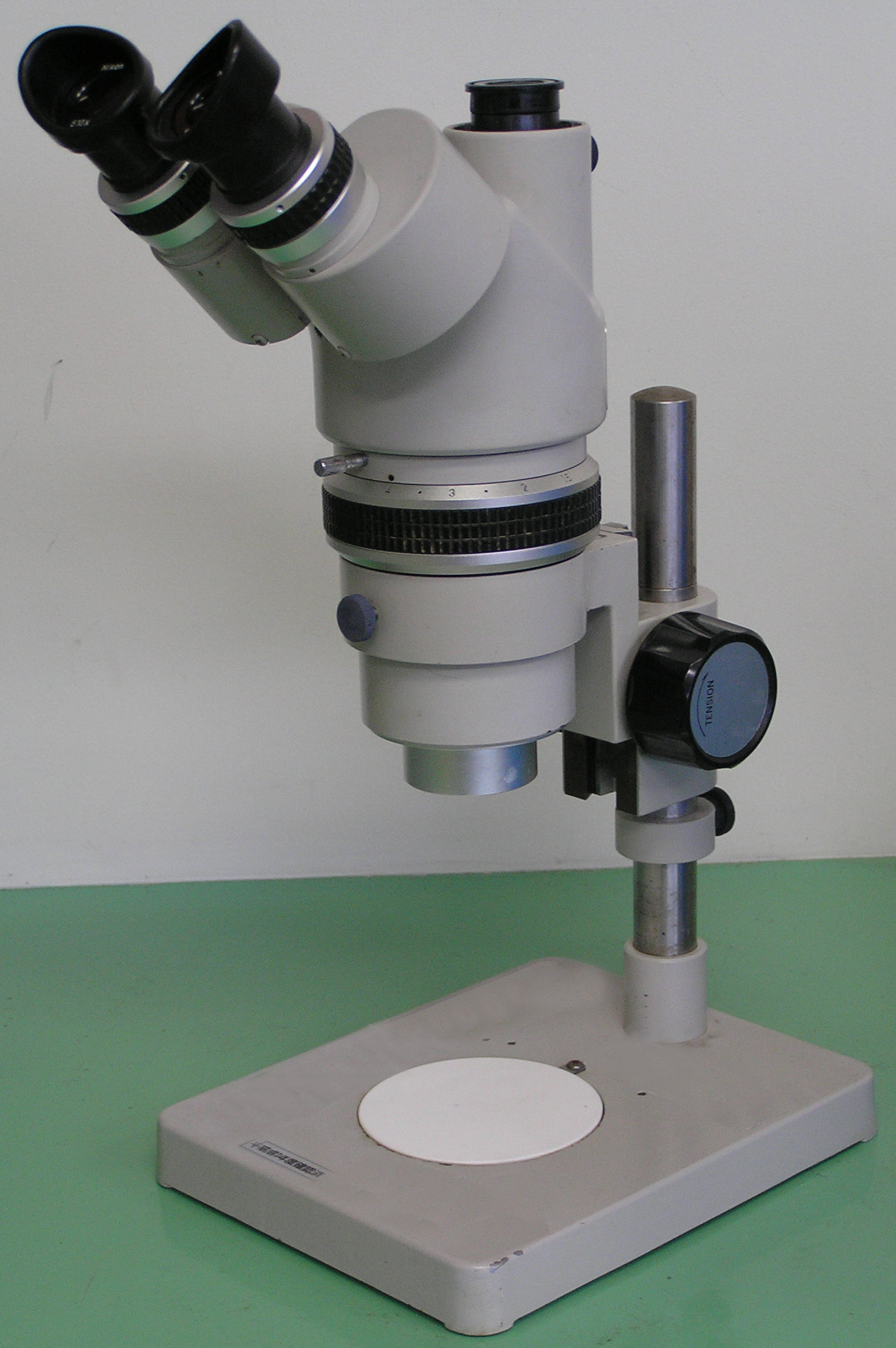
مجهر تشريحي

هذا المجهر عدسة أو عدستان عينيتان وعدسات شيئية مختلفة العدد. ويستعمل هذا المجهر لفحص الحيوانات والنباتات الصغيرة وأجزائها، والتي لا نستطيع مشاهدتها بوضوح بالعين المجردة. ولا حاجة هنا إلى عمل مقاطع رقيقة في الكائن الحي . ونرى بهذا المجهر الأشياء مجسمة أي في ثلاثة أبعاد ويتراوح مدى تكبيره من 7 ـ 50 مرة .